# Die Siedler – Aufstieg eines Königreichs
Die Siedler: Aufstieg eines Königreichs ist ein Aufbauspiel mit Elementen eines Echtzeit-Strategiespiels, welches von Blue Byte entwickelt und von Ubisoft im September 2007 für Microsoft Windows veröffentlicht wurde. Im März 2008 erschien mit Die Siedler: Aufstieg eines Königreichs – Reich des Ostens eine Erweiterung mit einer neuen Einzelspielerkampagne, neuen Karten und einem erweiterten Karteneditor. Im September erschien eine Gold-Edition, welche das Basisspiel zusammen mit der Erweiterung enthielt und sowohl auf Steam als auch auf Uplay vertrieben wurde. 2015 erschien sie auf GOG.com. 2018 wurde sie als History Edition neu aufgelegt.

## Spielprinzip
Der Spieler muss die Infrastruktur für eine mittelalterliche Siedlung errichten. Die Spielfigur steigt im Adelsrang weiter auf, was Auswirkungen auf die Siedlung hat und neue Bedürfnisse bei den Einwohnern weckt. Mittels Schwertkämpfern und Bogenschützen gilt es feindliche Gebiete zu erobern.

## Rezeption
Das Spiel verkaufte sich über 100.000-mal.

### Kritiken
Das Spiel polarisierte die Spielerschaft. Es sei besser, schöner und motivierender als der enttäuschende Vorgänger. Der Aufstieg sei motivierend und die Landschaften idyllisch inszeniert. Das Gameplay sei jedoch repetitiv. Es sei zwar einsteigerfreundlicher und komfortabel zu bedienen, böte jedoch nicht die Komplexität wie Anno 1701. Das Kampfsystem sei ausreichend. Die ausgedünnten Warenkreisläufe und die rudimentäre Diplomatie reduzieren den Tiefgang. Die Klimazonen und die Bedürfnisse der Bewohner seien hingegen gute Neuerungen. Da man keine weiteren Siedlungen errichten kann, werden bei längeren Partien die Transportwege zu lang. An die Qualität der ersten Titel könne der 6. Teil nicht heranreichen. Der Wuselfaktor innerhalb der geschäftigen Stadt sei hoch. Der vereinfachte Warenkreislauf sorge jedoch dafür, dass sich die Missionen sehr ähnlich spielen. Veteranen der Serie werden unterfordert. Für PC Games sei das Spiel dem Remake Die Siedler II – Die nächste Generation spielerisch unterlegen. Die Vereinfachungen führen dazu, dass der strategische Aspekt abhandenkomme. Das zentralisierte Lagersystem werde schnell zum Flaschenhals, auch wenn sich die Siedlung größtenteils von selbst verwaltet. In der Kampagne werde keine richtige Geschichte erzählt.

### Auszeichnungen
- 2007: Deutscher Entwicklerpreis[11]
  - Bester Soundtrack In-Game-Sound
  - Bestes Game-Leveldesign
  - Beste Spiele-Grafiken
  - Beste Cutscenes-Intros
  - Bestes Interface
  - Bestes deutsches Spiel
- 2007: Deutsche Kinder-Software-Preis Tommi 1. Platz[12]
- 2009: BIU Sales Award Gold[13]